# Epištola

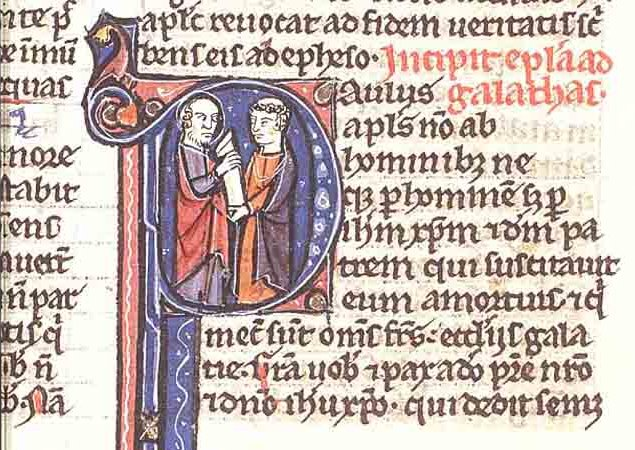
Příklad epištoly

Epištola (řecky ἐπιστολή [epistolē], lat. epistola, epistula) je z řečtiny a latiny převzaté slovo pro dopis, užívané především u náročnějších textů (různá poselství, veršované stati). Vyznačuje se epistolárním stylem (oslovení, závěr, ohled na příjemce; tak se časová označení obvykle psala z hlediska čtenáře, ne pisatele).

## Užití
V křesťanství se užívá zvláště pro apoštolské listy Nového zákona a rovněž jako označení biblického úryvku čteného během bohoslužby, který nemusí být nutně apoštolským listem.
V Knize Mormonově existují taktéž náboženské epištoly (viz Literární styly v Knize Mormonově)

## Jiné významy
Pravá strana chrámové lodi z pohledu k hlavnímu oltáři (jižní) bývá označována také jako epištolní, neboť v původním římském ritu se epištola čítávala z pravého ambonu či z pravé strany oltáře. Toto rozdělení se však při mši Pavla VI. (římský ritus, forma ordinaria) nereflektuje, neboť jsou všechna čtení včetně evangelia čtena z jediného ambonu či kazatelny na straně evangelijní (levé-severní), nebo na jiné straně. Rozlišování epištolní a evangelijní je zásadní při vysluhování mše v tradičním římském ritu (forma extraordinaria).